# Osmanthus fragrans
El olivo fragante, olivo dulce u osmanto oloroso (Osmanthus fragrans en chino, 桂花; pinyin, guìhuā; Japonés: 金木犀 kinmokusei) es una especie de arbusto de la familia Oleaceae nativo de Asia, que se encuentra desde el Himalaya hasta China (Guizhou, Sichuan, Yunnan), Taiwán y el sur del Japón.

## Descripción

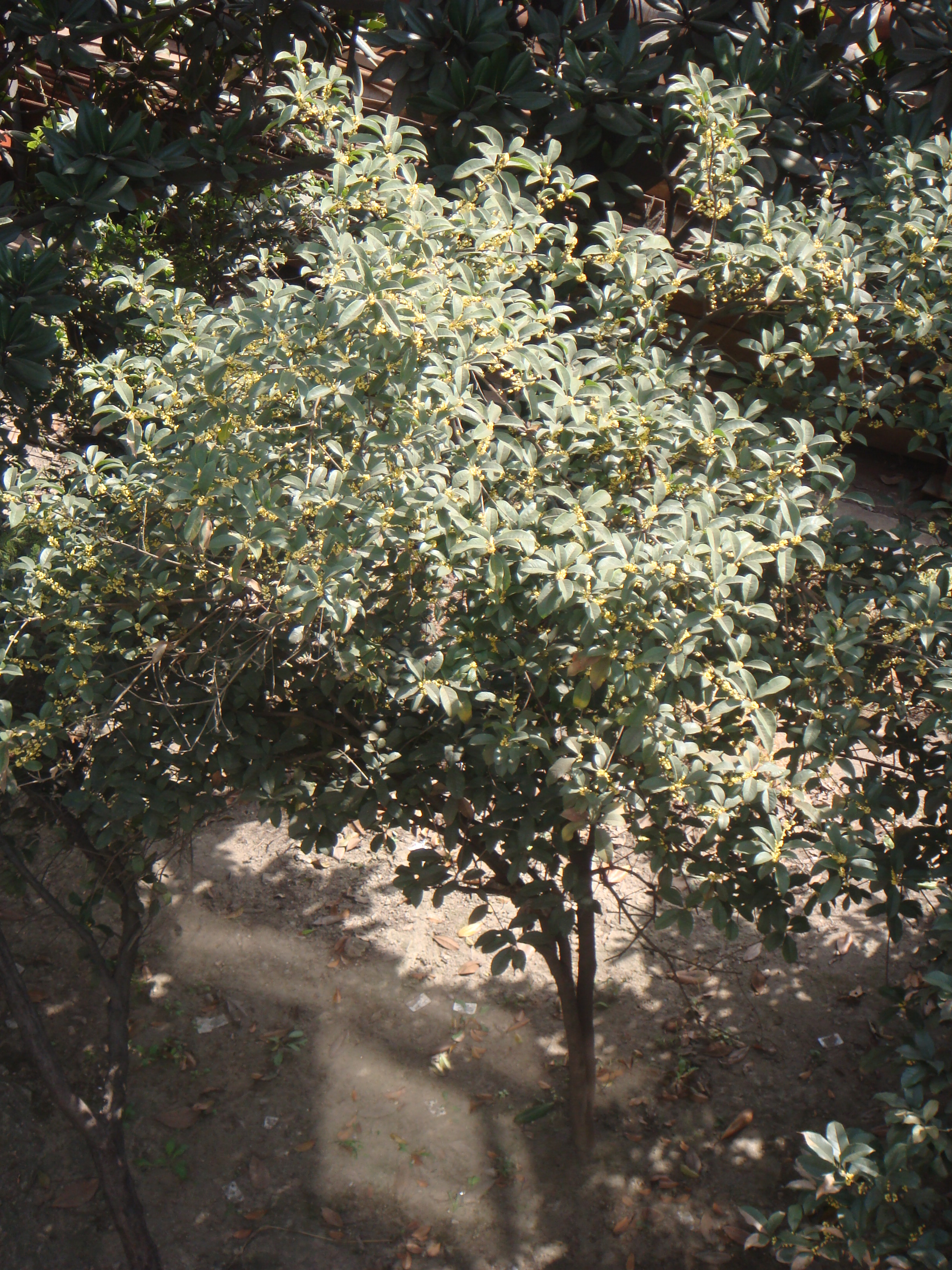
Osmanthus fragrans en octubre, en Jiangsu, China

Alcanza entre 3 y 12 m de altura. Las hojas son perennes, de 7 a 15 cm de largo por 2,6 a 5 cm de ancho, con un margen entero o dentado fino. La inflorescencia ocurre entre finales del verano y otoño. Las flores son de color blanco, crema, amarillo o anaranjado, con corola de 5 mm de diámetro con cuatro pétalos de 1 cm de largo y una fuerte fragancia. El fruto es una drupa de color púrpura negruzco, de 10 a 15 mm de diámetro y contiene una sola semilla de cáscara dura; madura en la primavera, cerca de seis meses después de la floración.

## Cultivo y usos
Es cultivado como planta ornamental en Asia, Europa, Norteamérica y otros sitios del mundo por el delicioso perfume de sus flores, que recuerda la fragancia de los melocotones. Han sido seleccionadas en cultivares según el color de las flores. Hangzhou y Guilin, en China, la han elegido como «flor de la ciudad».

### Usos culinarios

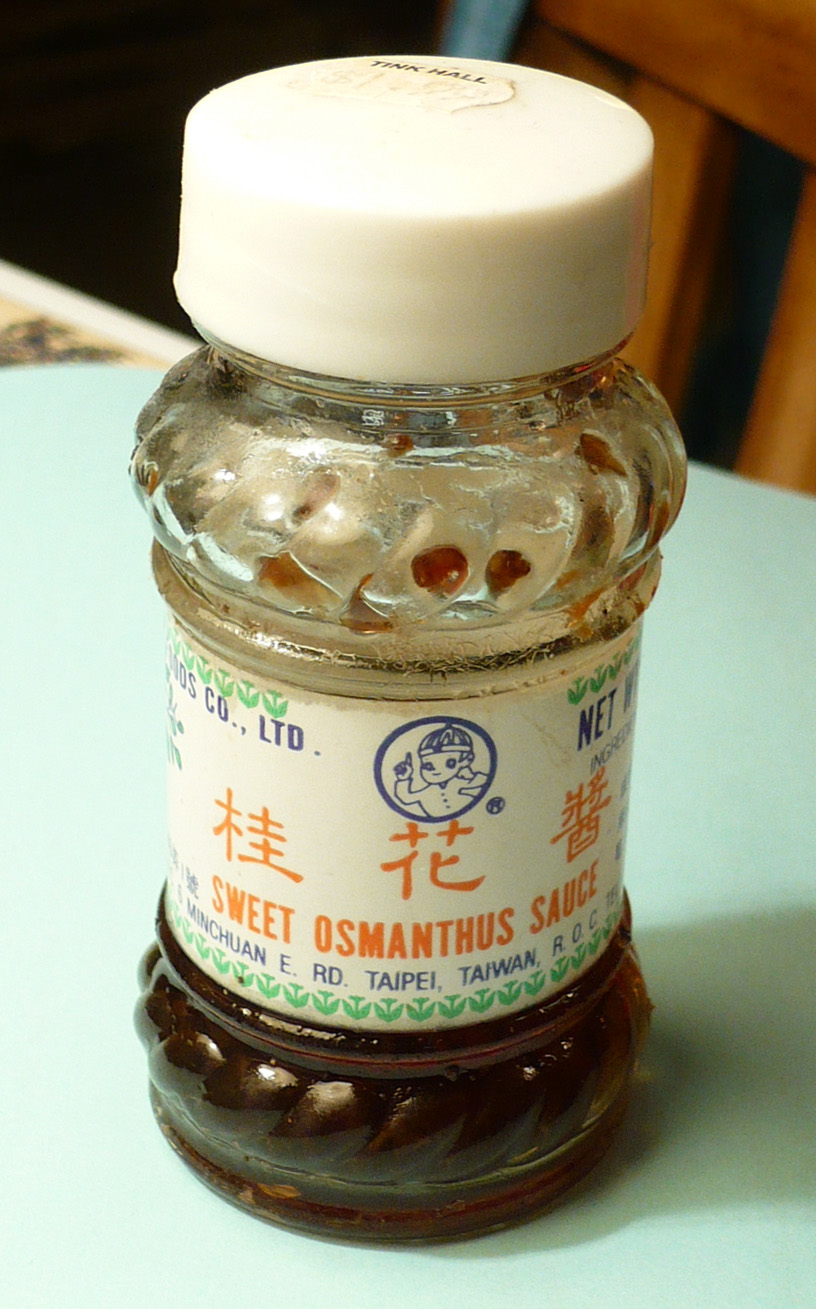
Frasco con salsa de olivo dulce

En chino la planta es llamada xī (樨) o guìhuā (桂花) y sus flores llamadas guì huā (桂花, literalmente "flores de canela") son usadas en infusiones con té verde o negro, para preparar el "té perfumado" guì huā chá (桂花茶).

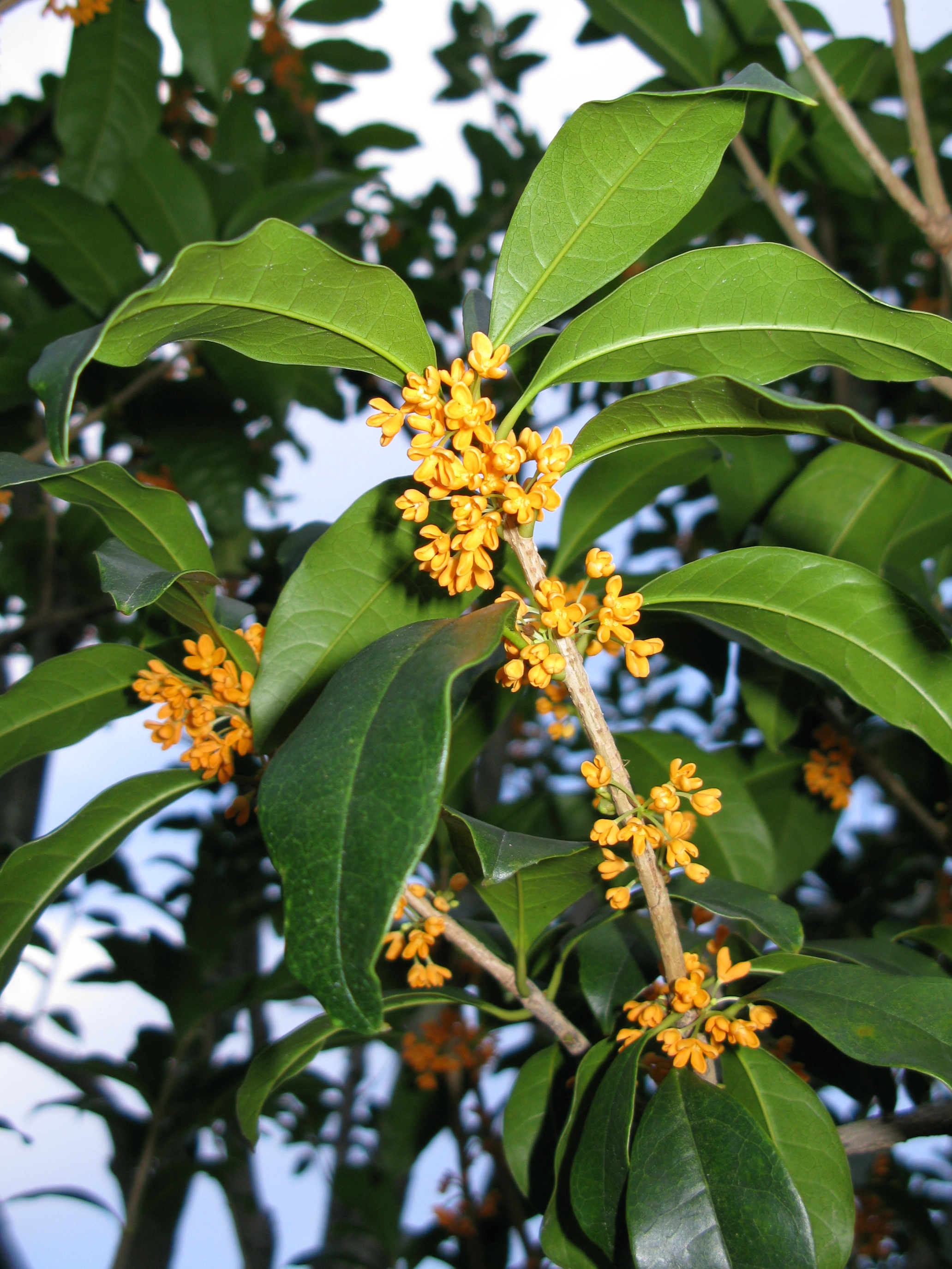
Detalle de la planta

En la cocina china las flores también se utilizan para producir mermelada de olivo dulce (llamada guì huā jiàng, 桂花醬 o 桂花酱), galletas dulces (llamadas guì huā gāo, 桂花糕), albóndigas, sopas, e incluso licores (llamado gui chuāng jiǔ 桂花 酒, o 桂花 陈酒 gui Hua Chen jiǔ). La mermelada se utiliza como ingrediente en una especie de papilla llamada chátāng (茶汤), que está hecha de harina de sorgo o de maíz y azúcar mezclados con agua hirviendo. Este plato es típico de la ciudad norteña de Tianjin, aunque también se puede encontrar en Pekín.

### Repelente de insectos
En algunas regiones del norte de la India, especialmente en Uttarakhand, las flores de olivo dulce, localmente conocidas como सिलंग silang, son utilizadas para proteger las ropas de insectos, además de ser usadas como flores perfumadas en los jardines.

### Uso medicinales
En la medicina tradicional china, el osamanto perfumado es utilizado en forma de tisana Para tratar las "menopatías" (la menstruación irregular, menorragia, amenorrea, dismenorrea y los síntomas que aparecen en el ciclo menstrual, así como el síndrome de la menopausia). Es llamado "té de hierba de flores".
Experimentalmente el extracto de flores secas ha mostrado efectos antioxidantes neuroprotectores in vitro.

## Taxonomía
Osmanthus fragrans fue descrita por (Thunb.) Lour. y publicado en Flora Cochinchinensis 1: 29. 1790.
Sinonimia
- Notelaea posua D.Don
- Olea acuminata Wall. ex G.Don
- Olea buchananii Lamb. ex D.Don
- Olea fragrans Thunb.
- Olea ovalis Miq.
- Olea posua Buch.-Ham. ex D.Don [Invalid]
- Osmanthus acuminatus (Wall. ex G.Don) Nakai
- Osmanthus asiaticus Nakai
- Osmanthus aurantiacus (Makino) Nakai
- Osmanthus intermedius Nakai
- Osmanthus latifolius (Makino) Koidz.
- Osmanthus longibracteatus H.T.Chang
- Osmanthus macrocarpus P.Y.Pai[10][11]